# Sophienthal (Letschin)

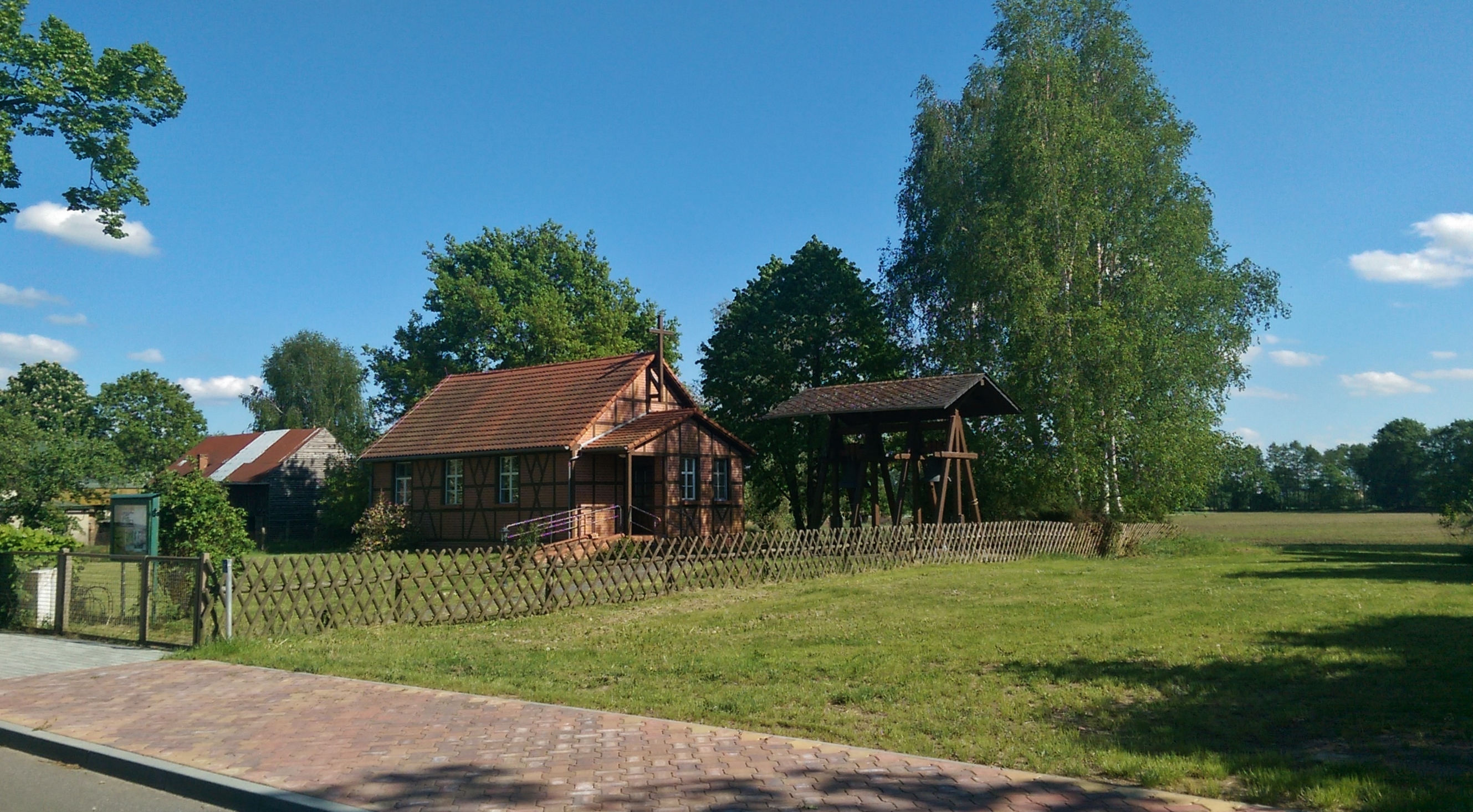
Kirche von Sophienthal

Sophienthal ist ein Ortsteil der Gemeinde Letschin und liegt im Landkreis Märkisch-Oderland. Der Ortsteil hatte am 1. November 2019 135 Einwohner.
Das Dorf liegt nahe der Deutsch-polnischen Grenze und ist rund drei Kilometer von dem Kur- und Erholungsort Kienitz entfernt. Sophienthal besitzt eine Herberge namens Haus Regenbogen. Durch das Dorf verlaufen mehrere Radwege, darunter auch der Europaradweg R1 und der R2-Radweg. Sophienthal hat etwa 200 Einwohner. Die Kirche Sophienthal wurde 1828 gegründet. Die Kirchenglocken kamen 1831 dazu. Das heutige Kirchenhaus wurde 2006 von den Einwohnern selbst erbaut. In Sophienthal gibt es zwei Bushaltestellen, die nur wenige Minuten von der Kirche und von der im 20. Jahrhundert gegründeten Feuerwehr entfernt sind. In Sophienthal gibt es eine Zweigstelle der Agrargenossenschaft Oderbruch Zechin e. G.